# Anthophora quadrimaculata
Anthophora quadrimaculata es una especie de abeja del género Anthophora, familia Apidae. Fue descrita científicamente por Panzer en 1798.

## Distribución geográfica
Esta especie es habita en varios países del continente europeo, también en el norte de Asia (excepto China) y en Asia meridional.